# Forcipiger flavissimus
Forcipiger flavissimus е вид лъчеперка от семейство Chaetodontidae.

## Разпространение
Видът е разпространен в Австралия, Американска Самоа, Британска индоокеанска територия, Вануату, Виетнам, Гуам, Джибути, Еквадор (Галапагоски острови), Еритрея, Индия (Андамански и Никобарски острови), Индонезия, Кения, Кирибати (Лайн и Феникс), Кокосови острови, Колумбия, Коморски острови, Коста Рика, Мавриций, Мадагаскар, Майот, Малайзия, Малдиви, Малки далечни острови на САЩ (Атол Джонстън, Остров Бейкър и Хауленд), Маршалови острови, Мексико, Мианмар, Микронезия, Мозамбик, Науру, Никарагуа, Ниуе, Нова Зеландия, Нова Каледония, Остров Норфолк, Остров Рождество, Острови Кук, Палау, Папуа Нова Гвинея, Питкерн, Провинции в КНР, Реюнион, Салвадор, Самоа, Саудитска Арабия, САЩ (Хавайски острови), Северни Мариански острови, Сейшели, Сингапур, Соломонови острови, Сомалия, Судан, Тайван, Тайланд, Танзания, Токелау, Тонга, Тувалу, Фиджи, Филипини, Френска Полинезия, Хондурас, Чили (Великденски остров), Шри Ланка, Южна Африка и Япония.